# New World ROM
 New World ROMコンピュータは、ロジックボードにMacintosh Toolbox ROM を使用しないMacモデルである。 Mac OS XはToolboxの可用性を必要としないため、ROM サイズが劇的に縮小され (通常は4 MBから1 MBに)、かつてのMac が使用していた高価で柔軟性の低いマスクROMの代わりに、ファームウェア用フラッシュメモリの使用が容易になった。ただし、起動デバイスからToolboxをロードする機能が利用可能であり、New World マシンでMac OS 8およびMac OS 9を使用できる。
New World アーキテクチャは、Macintosh Network Computerのために開発され、それが最終的にNetBootとして実装，実現された。他にも、いくつかの重要なテクノロジを第1世代のiMacにもたらした。
iMac、iBook、Power Macintosh G3 (Blue &White)およびPowerBook G3 (Lombard) 以降のすべてのPowerPC Mac は New World ROMマシンだが、それより前のすべてのモデル （Power Macintosh G3 およびその他のすべての Beige および Platinum を含む) Mac）はOld World ROMマシンである。 Intel MacはMac OS 9 (またTigerより前のMac OS X) を実行できず、これらのマシンでは、New World マシンとOld Worldマシンの両方が基づくOpen Firmwareに代え、EFIが使用されている。
New World ROM Macは、 Open Firmware (OF) サブシステムの直接使用が許可された最初のMacの機種シリーズである。以前のPCI Power Macは起動にOpen Firmwareを使用していたが、実装は完全ではない。これらのマシンでは、OFはPCIデバイスをプローブするだけで、すぐにMac OS ROMに制御を渡すことが期待された。このため、バージョン 1.0.5および2.x にはいくつか重大なバグがあり、機能も欠落している ( HFSパーティションまたはTFTPサーバーからファイルをロードできるなど)。 Appleは、また、デフォルトの入出力デバイスをttya (ベージュ色の Mac のモデム ポート) が原因で、通常のユーザがOpen Firmwareにアクセスするのが難しい。そのためには、ターミナルを接続するか、ブート変数やAppleのシステムディスクなどのツールを使用してMac OS内からOpen Firmware設定を変更する必要がある。
New World ROMは、大幅に改善されたOpen Firmwareインタープリター 3.0を導入した。これは、以前欠落していた多くの機能を追加し、以前のバージョンのバグのほとんどを修正し、 CHRP起動スクリプトを実行する機能を備えていた。Toolbox ROMは、「Mac OS ROM」と呼ばれるシステムフォルダの CHRPスクリプト内に、短いローダースタブとOpen Firmwareからの表示に適したHappy Macアイコンのコピーと共に埋め込まれていた。ROMがディスクからロードされると、Macの起動シーケンスは通常どおり続行される。以前と同様に、Open Firmwareはバイナリブートローダーも実行でき、バージョン 3.0 ではELFオブジェクトのサポートが追加され、 XCOFFファイルバージョン 1.0.5および2.0がサポートされた。また、バージョン 3.0 (およびPowerBook 3400c 以降のバージョン 2.x の最後のリリースのいくつか) は、コンソールからのOpen Firmwareコマンドプロンプトへの直接アクセスを公式にサポートした (Mac OSブート時のauto-boot?変数をfalseに設定することにより、または長押し⌘ Command-⌥ Option-O -F )。
Old World ROM Mac と New World ROM Mac の主な違いは、少なくともClassic Mac OSでは、マシンタイプの Gestalt セレクターが使用できなくなったことである。すべての New World ROM Mac は同じ 10 進数の 406 マッハ ID を使用し、実際のマシン ID は Open Firmware デバイス ツリーのルート ノードの「モデル」および「互換性」プロパティにエンコードされる。また、New World ROM は、ルートノードの「互換性」プロパティを「MacRISC2」(「Mac OS ROM」を使用してClassic Mac OS を起動できるマシン) または「MacRISC3」( Mac OS Xまたは別のUnixのみを起動できるマシン) に設定する。)。
Mac OS以外のオペレーティング システムを New World システムで起動する方がいくぶん簡単である。実際、OpenBSDのブートローダーはNew Worldシステムでしか動作しない。
New World ROM Macを見分ける最も簡単な方法は、出荷時にUSBポートが搭載されているかどうかである。Old World ROM の Mac には、工場出荷時の機器として USB ポートがない。代わりに、キーボードとマウスにはADBを使用し、その他の周辺機器には mini-DIN-8「モデム」と「プリンター」シリアル ポートを使用した。また、通常、New World ROM Macにはフロッピー ドライブが内蔵されていない。